# Mezno
Mezno (Duits: Mesny) is een Tsjechische gemeente in de regio Midden-Bohemen en maakt deel uit van het district Benešov. Het dorp ligt op 15 kilometer afstand van Tábor.
Mezno telt 382 inwoners (2025).

## Geografie
De gemeente Mezno bestaat uit de volgende plaatsen:
- Mezno;
- Lažany;
- Mitrovice;
- Stupčice;
- Vestec.

Ten zuiden van het dorp ligt natuurmonument Suchdolský rybník, dat is aangewezen als beschermd leefgebied van de kamsalamander.

## Geschiedenis
De eerste schriftelijke vermelding van het dorp dateert van 1469.
Sinds 1960 maakt Mezno deel uit van het district Benešov.

## Verkeer en vervoer

### Autowegen
Mezno is te bereiken via diverse regionale wegen en snelweg D3. 

### Spoorlijnen
Station Mezno ligt aan spoorlijn 220 (Praag -) Benešov - Tábor - České Budějovice. Het station werd, tezamen met de spoorlijn, in 1871 geopend. Ergens na 2015 werd het oude station gesloten, als onderdeel van modernisering van de spoorlijn, en een nieuw station, dichterbij het dorp zelf, geopend.

### Buslijnen
Er zijn vijf bushaltes in de gemeente:
| Halte                 | Lijn(en)    | Traject(en)                                                           | Vervoerder(s)                                 |
| --------------------- | ----------- | --------------------------------------------------------------------- | --------------------------------------------- |
| Mezno, Mezno          | 568         | Střezimíř - Miličín                                                   | CŠAD Benešov                                  |
| Mezno, hl. Silnice    | 401 457 568 | Jindřichův Hradec - Praag-Roztyly Tábor - Miličín Střezimíř - Miličín | CŠAD Benešov BusLine jižní Čechy CŠAD Benešov |
| Mezno, Lažany         | 401 457     | Jindřichův Hradec - Praag-Roztyly Tábor - Miličín                     | CŠAD Benešov BusLine jižní Čechy              |
| Mezno, Mitrovice      | 457 568     | Tábor - Miličín Střezimíř - Miličín                                   | BusLine jižní Čechy CŠAD Benešov              |
| Mezno, Železniční st. | 568         | Střezimíř - Miličín                                                   | CŠAD Benešov                                  |

### Fietsroutes
- 0075 Votice - Heřmaničky - Střezimíř - Mezno

### Wandelroutes
- Rood: Votice - Miličín - Borotín - Tábor

## Galerij

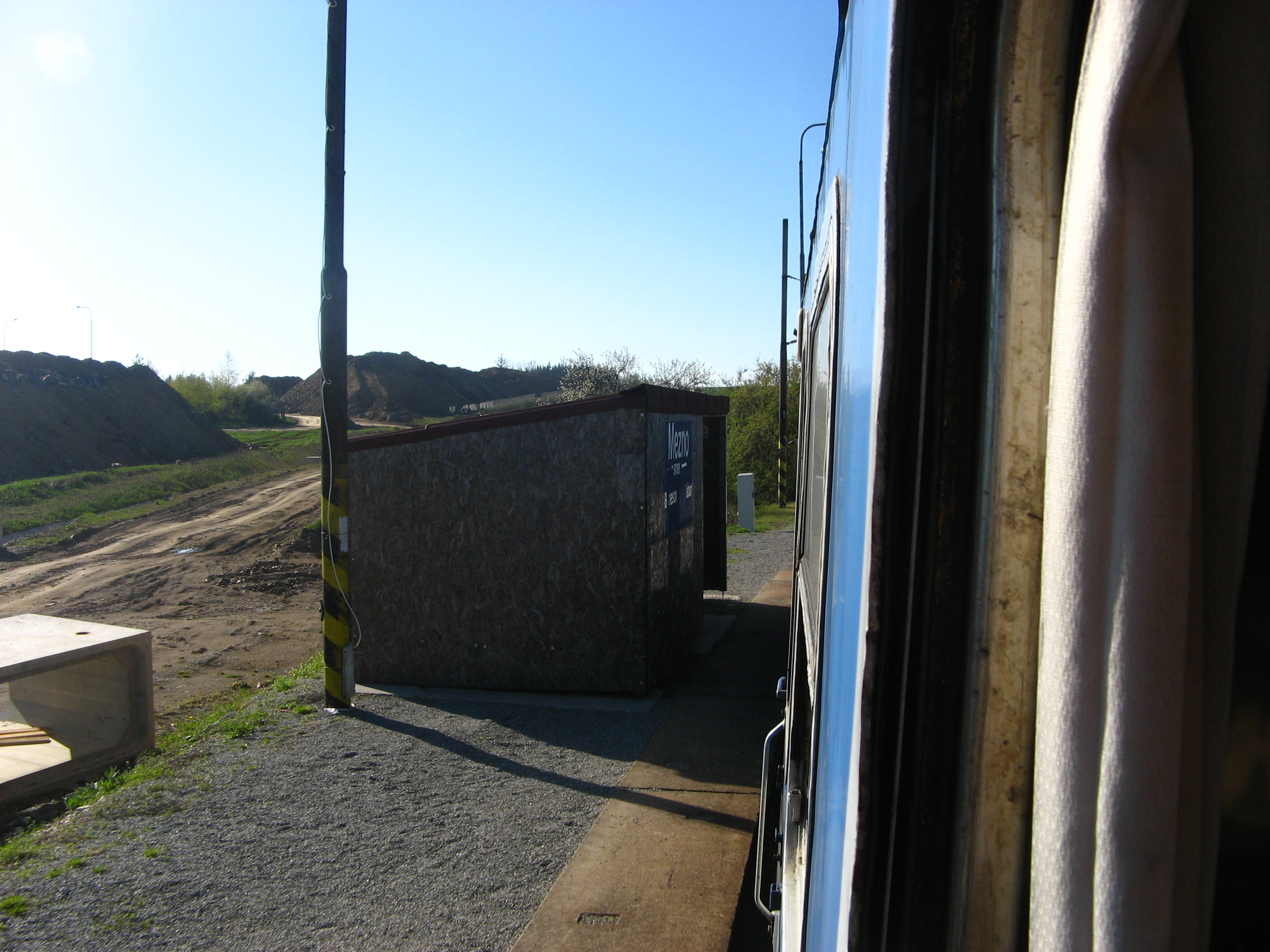
Voormalig station (2020)
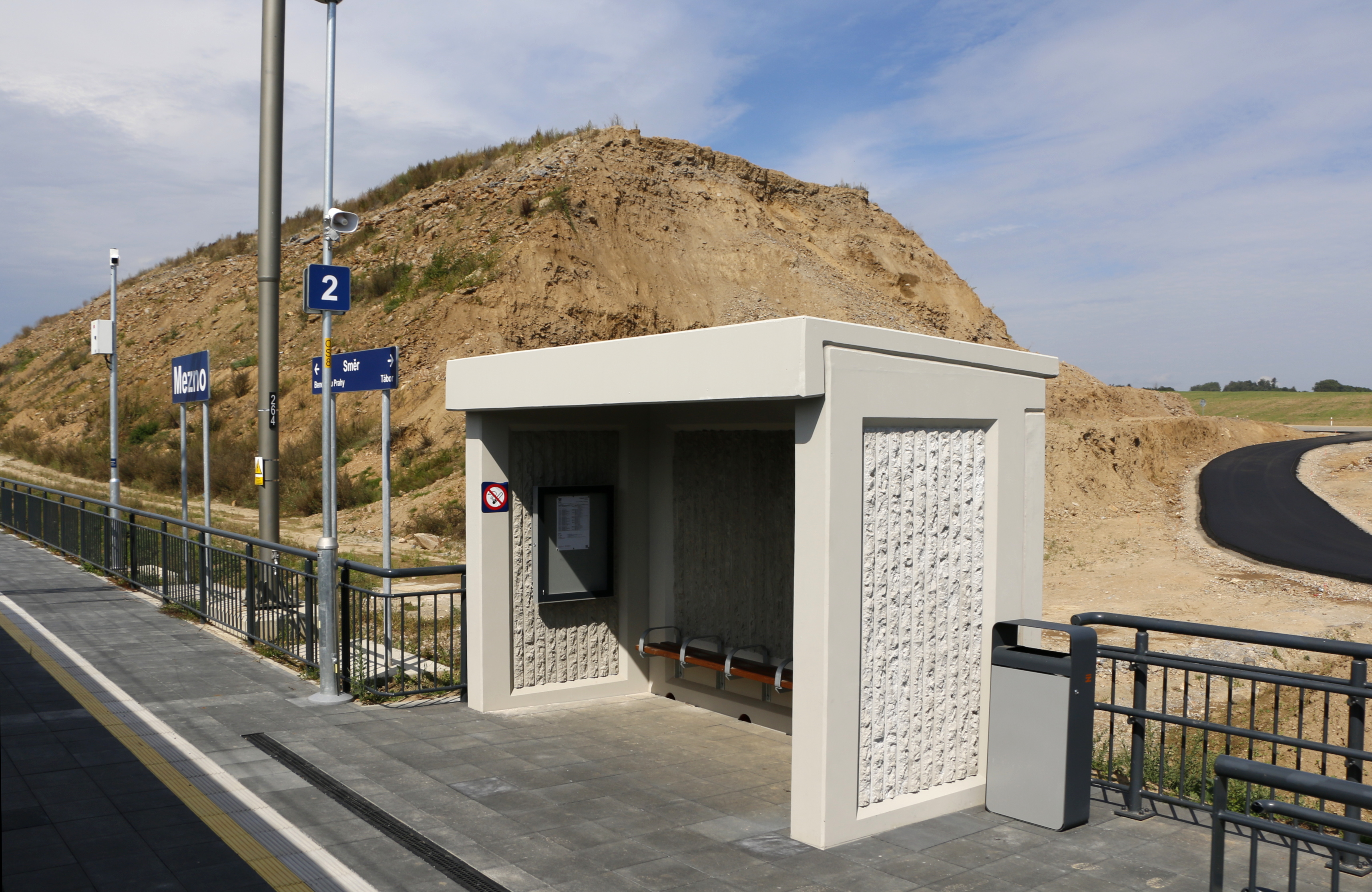
Huidig station (2022)
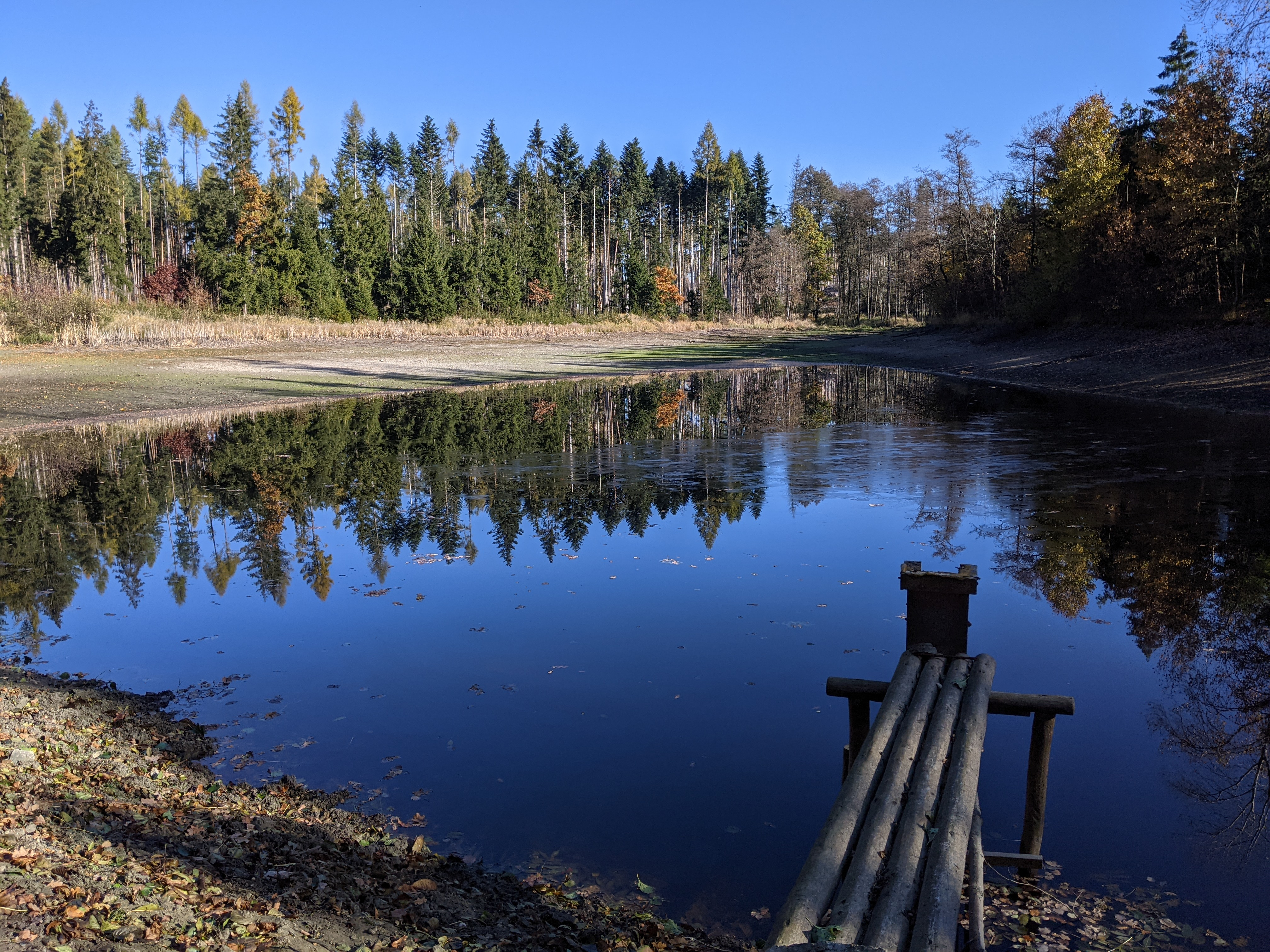
Natuurmonument Suchdolský rybník (2021)
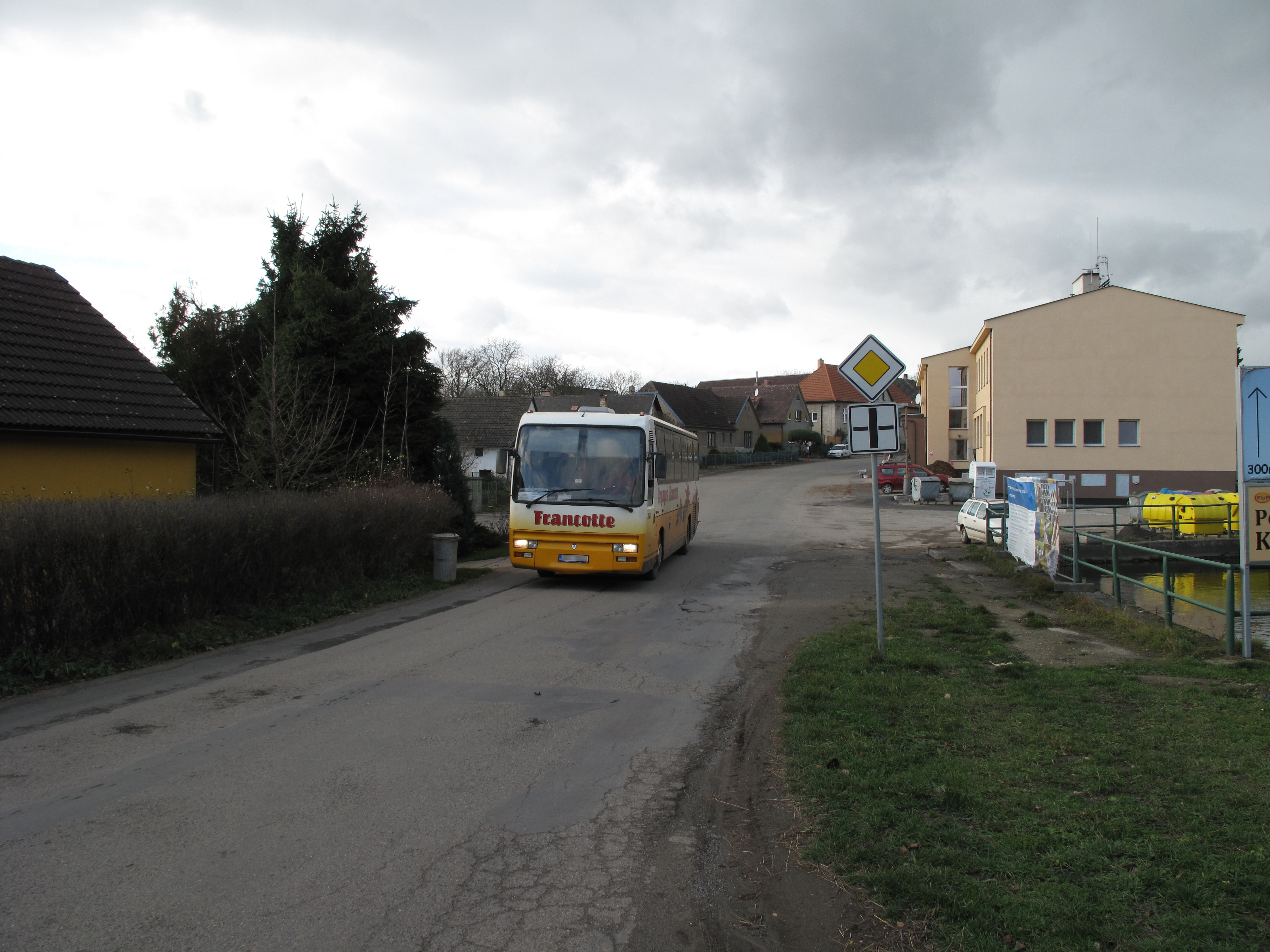
Bus in het dorp (2015)